# Rotaract pelas Abelhas

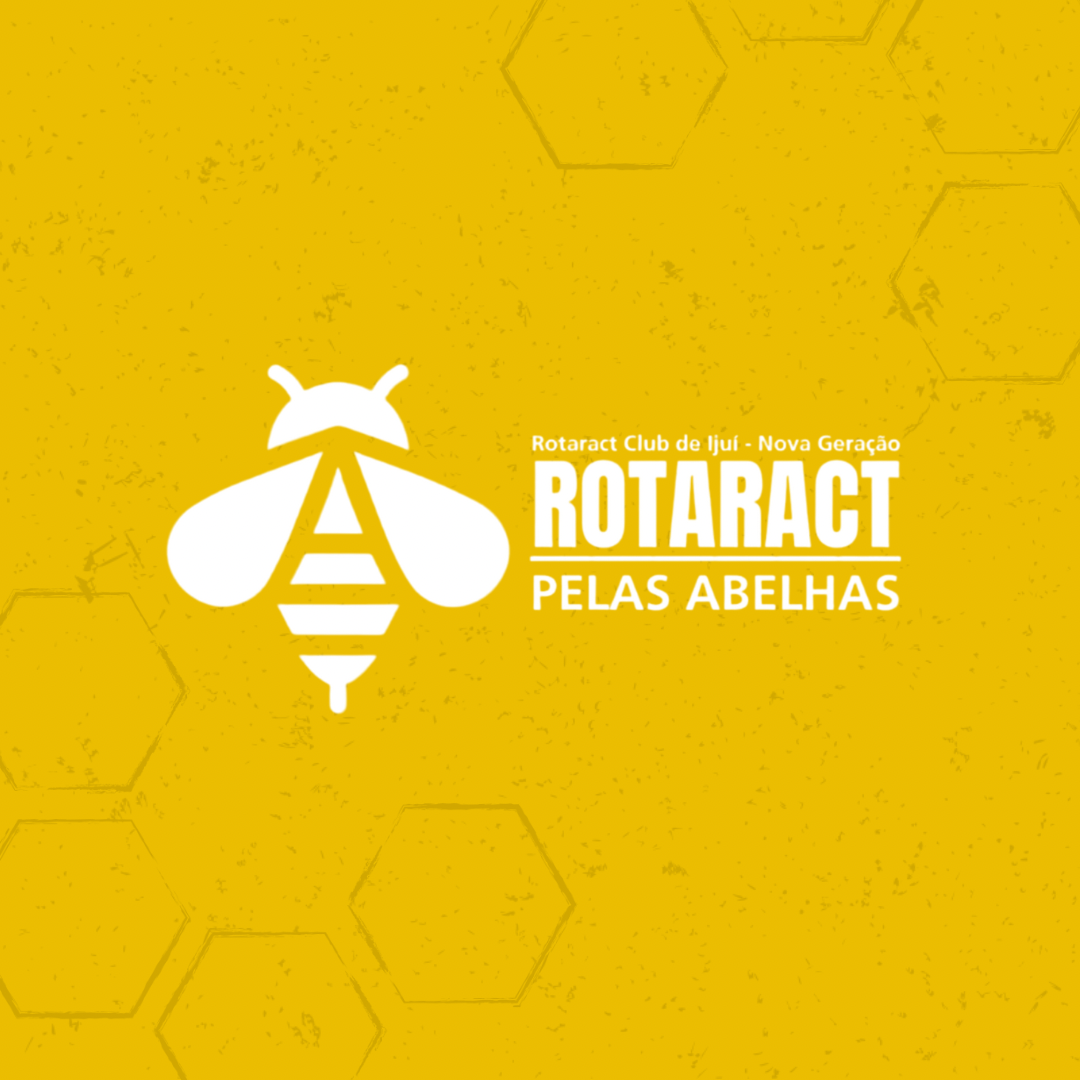
Logotipo do Rotaract Club de Ijui - Nova Geração em apoio às abelhas.

O Rotaract pelas Abelhas é um projeto ambiental lançado pelo Rotaract Club de Ijuí Nova Geração - parte da campanha mundial Rotary Internacional - no dia 25 de julho de 2024, em prol da sensibilização da comunidade sobre a importância da preservação das abelhas, essenciais para o equilíbrio dos ecossistemas.

## Origem
O projeto foi criado com o intuito de divulgação da atual situação das abelhas, que desempenham um papel crucial na polinização de diversas plantas, sendo fundamentais para a manutenção da biodiversidade e a produção de alimentos.  No entanto, a população de abelhas enfrenta sérios riscos devido a fatores como o uso excessivo de pesticidas, a perda de habitat e as mudanças climáticas. Diante dessa situação alarmante, o Rotaract Club de Ijuí decidiu agir, lançando este projeto em defesa dessas importantes criaturas.
Desde o lançamento do projeto, o Rotaract Club realizou diversas postagens abordando temas como: Importância da Preservação da Vida das Abelhas - Informações sobre como as abelhas contribuem para os ecossistemas e a agricultura -, Espécies com Maior Risco de Extinção - Discussão sobre as espécies de abelhas que estão ameaçadas e as ações necessárias para sua proteção. -, entre outros assuntos.

## Alcance

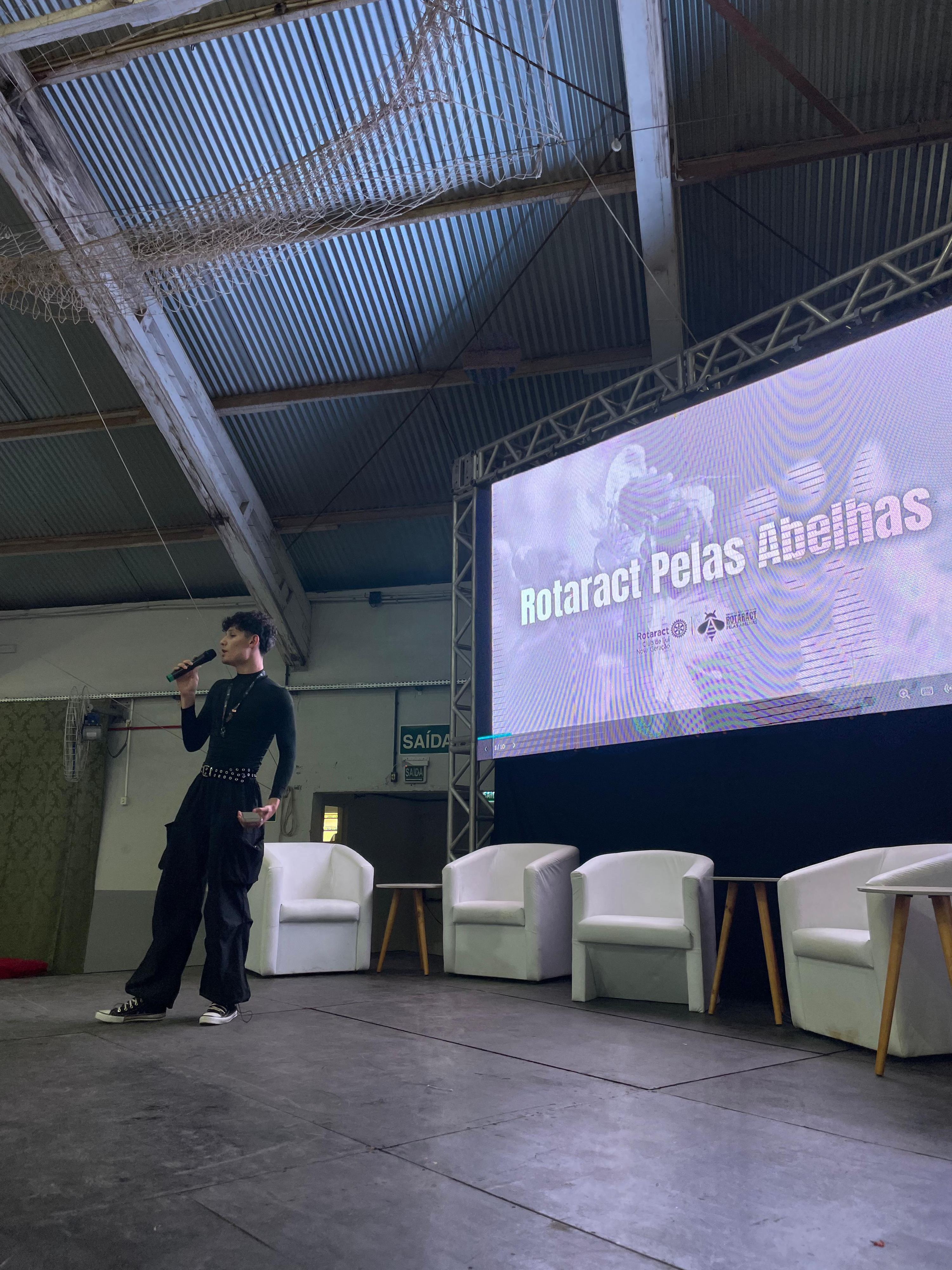
Palestra do Rotaract Club de Ijuí Nova Geração durante o Evento Abelheiro em Carazinho, onde o projeto ‘Rotaract Pelas Abelhas’ ganhou vida, promovendo a conscientização sobre a importância das abelhas e seu papel essencial na biodiversidade.

Um momento marcante do projeto ocorreu no município de Carazinho, onde o Rotaract Club de Ijuí Nova Geração foi convidado a participar da segunda edição do Encontro Abelheiro, evento local da cidade. Nesta ocasião, o clube teve a oportunidade de realizar uma palestra sobre a importância das abelhas, marcando a primeira vez que o projeto gerou um impacto significativo além das redes sociais. Essa experiência não apenas ampliou a visibilidade da causa, mas também reforçou o compromisso do clube em promover a conscientização sobre a preservação desses polinizadores em diversas comunidades.
Como já dito, o projeto "Rotaract Pelas Abelhas" visa informar a população sobre a situação das abelhas no planeta e a necessidade urgente de ações coletivas para evitar sua extinção. Trazendo á tona como a participação da comunidade é fundamental para promover práticas que ajudem na proteção desses insetos vitais.

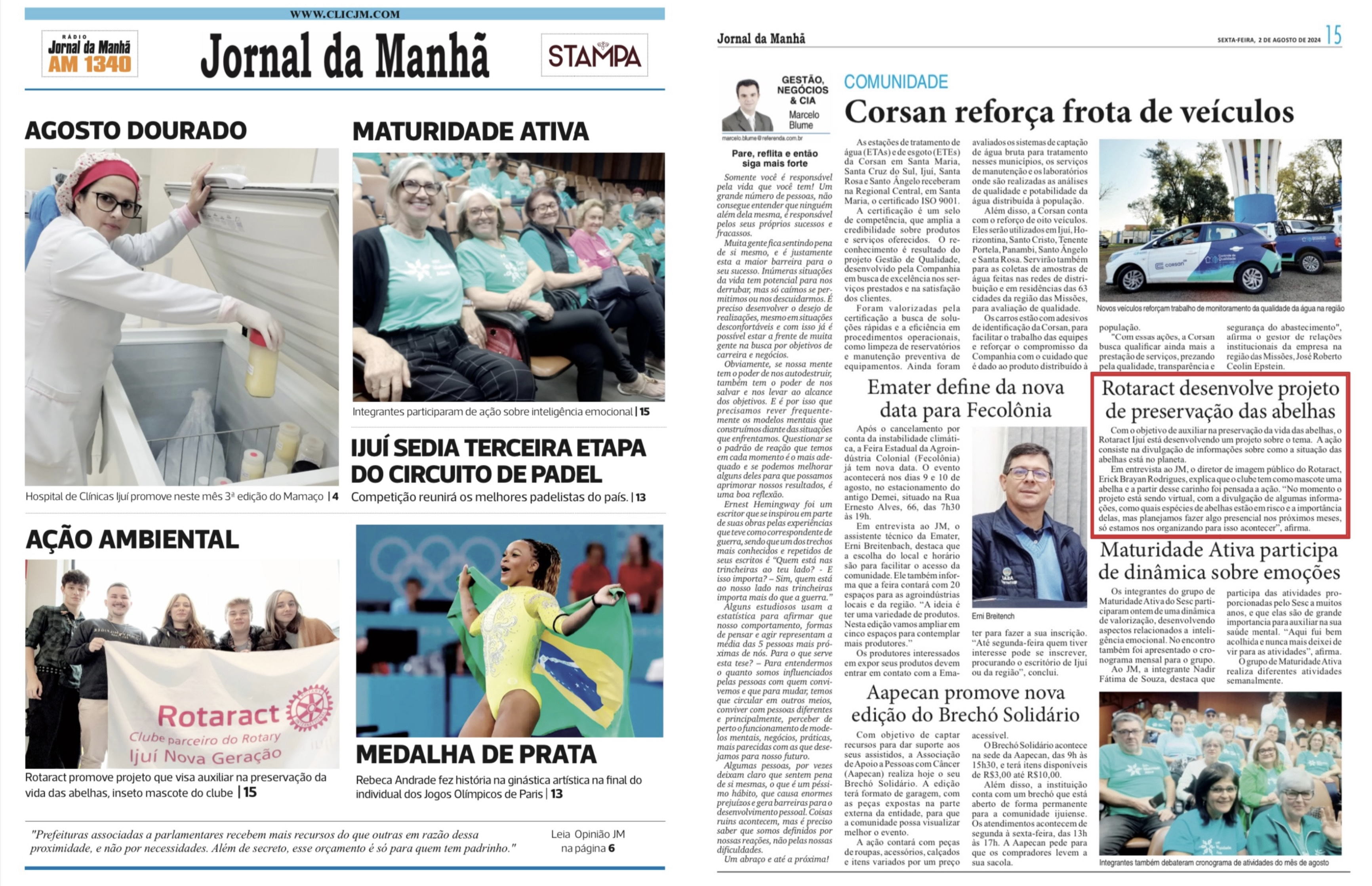
Jornal da Manhã - Edição de sexta-feira, 2 de agosto de 2024. As principais manchetes incluem a Corsan reforçando sua frota de veículos, o Rotaract desenvolvendo um projeto de preservação das abelhas, a Maturidade Ativa participando de uma dinâmica sobre emoções, e mais.

As postagens seguem sendo feitas em redes sociais próprias - desde 17 de Julho de 2024 - e em mídias de notícias externas, como quando o projeto foi capa da edição de 2 de Agosto de 2024 do Jornal da Manhã, reforçando a campanha e incentivando a conscientização sobre a causa. O Rotaract Club deixa aberto um convite a todos os interessados a se unirem à luta pela preservação das abelhas e a adotarem medidas que contribuam para o bem-estar desses polinizadores essenciais.